# Chinezen in Zuid-Afrika

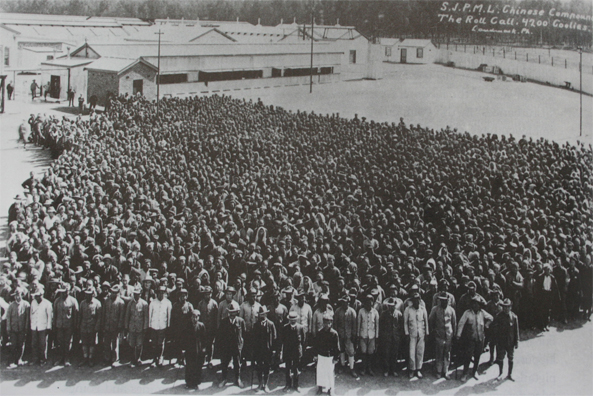
Chinese mijnwerkers bij de Witwatersrand ergens tussen 1904 en 1910.

De meeste Chinezen in Zuid-Afrika wonen in Pretoria, Johannesburg, Port Elizabeth en Kaapstad. Volgens de Institute for Securities Studies, Halfway House waren er in 2001 rond de tweehonderdduizend Chinezen in Zuid-Afrika. De meerderheid is Mahayana boeddhist. De grootste boeddhistische tempel van Afrika is te vinden in Zuid-Afrika. De tempel heet Nan Hua Temple en ligt in Bronkhorstspruit. Het wordt beheerd door Chinese Zuid-Afrikanen.
Voor de nakomelingen van Chinese Zuid-Afrikanen zijn Chinese scholen gesticht. In Pretoria staat de Pretoria Chinese School.

## Geschiedenis
De eerste Chinezen kwamen in de jaren tachtig van de negentiende eeuw. Ze werkten in de goudmijnen van Witwatersrand. De boerenoorlogen zorgden ervoor dat ze gingen migreren naar Port Elizabeth en Oost-Londen. De Chinese Exclusion Act of 1904 verbood de migratie van Chinezen naar Zuid-Afrika.
Tijdens de apartheid werden de Chinezen door de Population Registration Act of 1950 beschouwd als "Aziatisch", later "kleurlingen" en ten slotte als "the Chinese Group, which shall consist of persons who in fact are, or who, except in the case of persons who in fact are members of a race or class or tribe referred to in paragraph (1), (2), (3), (5) or (6) are generally accepted as members of a race or tribe whose national home is in China."

## Beroemde Chinese Zuid-Afrikanen
- Patrick Soon-Shiong
- Chris Wang
- Eugenia Chang
- Ina Lu

Afrikaners · Anglo-Afrikanen · Aziaten (Chinezen en Indiërs) · Basotho · Griekwa · Kaap-Maleiers · Kleurlingen · Khoisan · Pedi · Tsonga · Swazi · Tswana · Venda · Xhosa · Zoeloes · Zuid-Ndebele